# Індо-сарацинський стиль в архітектурі
Індо-сарацинський стиль (англ. Indo-Saracenic architecture, фр. Architecture anglo-indienne) — один із стилів історизму в XIX столітті, який використовували переважно для зведення громадських і урядових установ в колоніальній Індії.
Варіації індо-сарацинського стилю засновані на наслідуванні у процесі будівництва індійських храмових споруд.

## Назва
Стародавні греки і римляни називали сарацинами племена, що живуть на схід від Євфрату. Термін запозичили християни для позначення всього ісламського світу та його архітектури. Терміном «індо-сарацинський» вперше британці назвали ісламську архітектуру Індії і поширили назву зі старовинних будівель й на нові будови. Також стиль рідше іменується індо-готикою, могольскою готикою, індуїстською готикою.

## Стиль і поширення

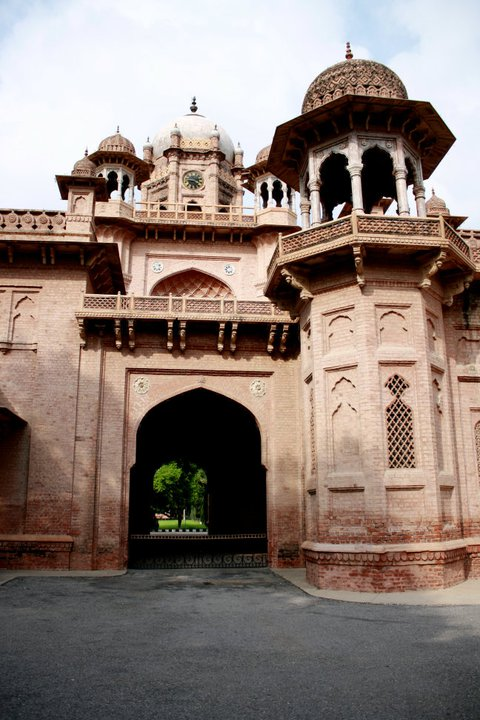
В архітектурі Коледжу Етчісон в Лахорі наявні чатрі на даху, джалі, чхаджа

Стиль еклектично поєднує в собі декоративні елементи індо-ісламської архітектури (особливо архітектури Великих Моголів) та індуїстської архітектури. Відроджуючи архітектурну спадщину Великих Моголів, британський уряд прагнув показати спадкоємність свого правління. Основний макет і структура будівель наближені до будівель стилів історизму — неоготики, неокласицизму, з додаванням індійських декоративних елементів. На будівлі, європейські за функціональним призначенням і загальному силуету, накладався химерний декор, запозичений з архітектури мусульманської Індії.
Офіційно індо-сарацинський стиль отримав визнання в 1890-тих роках, коли інженер Свінтон Джейкоб опублікував своє 12-томне «Джайпурське портфоліо» із зображеннями 600 зведених будівель.
Характерні елементи стилю:
- вікна машрабія і джарокха (так зване «гаремне вікно»);
- куполи-цибулини;
- чхаджа, звисаючі карнизи, які часто підтримують помітні кронштейни;
- гострі або зубчасті арки;
- підковоподібна арка, запозичена з архітектури Північної Африки й ісламської Іспанії;
- контрастні кольори;
- вигнуті дахи в бенгальському стилі чар-чала;
- чатрі на даху;
- вежі і мінарети;
- пінаклі;
- відкриті павільйони;
- джалі або ширми ажурної різьби

## Приклади
Першою спорудою в індо-сарацинському стилі є Палац Чепаук 1768 року в сучасному місті Ченнаї (Мадрас). Більшість прикладів архітектури стилю, що знаходяться сьогодні під Індійським археологічним наглядом, розташовані в Ченнаї, Мумбаї і Колкаті, де розміщувалися основні центри Британського правління Індією.
Чи не з більшим розмахом, ніж самі британці, будували в індо-сарацинському стилі й місцеві князьки — формальні правителі туземних князівств, що складали Індійський Союз. У проміжку між світовими війнами розкішні князівські резиденції в індо-сарацинському стилі з елементами модерну та ар деко були спроектовані європейськими архітекторами в Майсуру, Джодхпурі, Біканері й інших містах.
Індо-сарацинський стиль користувався популярністю також і за межами колоніальної Індії. Архітектори нерідко поєднували елементи ісламської та європейської архітектури різних епох і напрямків. Яскраві приклади стилю збереглися в колишніх колоніальних володіннях Британської імперії: Британський Цейлон (сучасна Шрі-Ланка), Федерація малайських держав (сучасна Малайзія).
Незважаючи на свою популярність, стиль ніколи не став характерним для приватних будинків звичайних жителів.

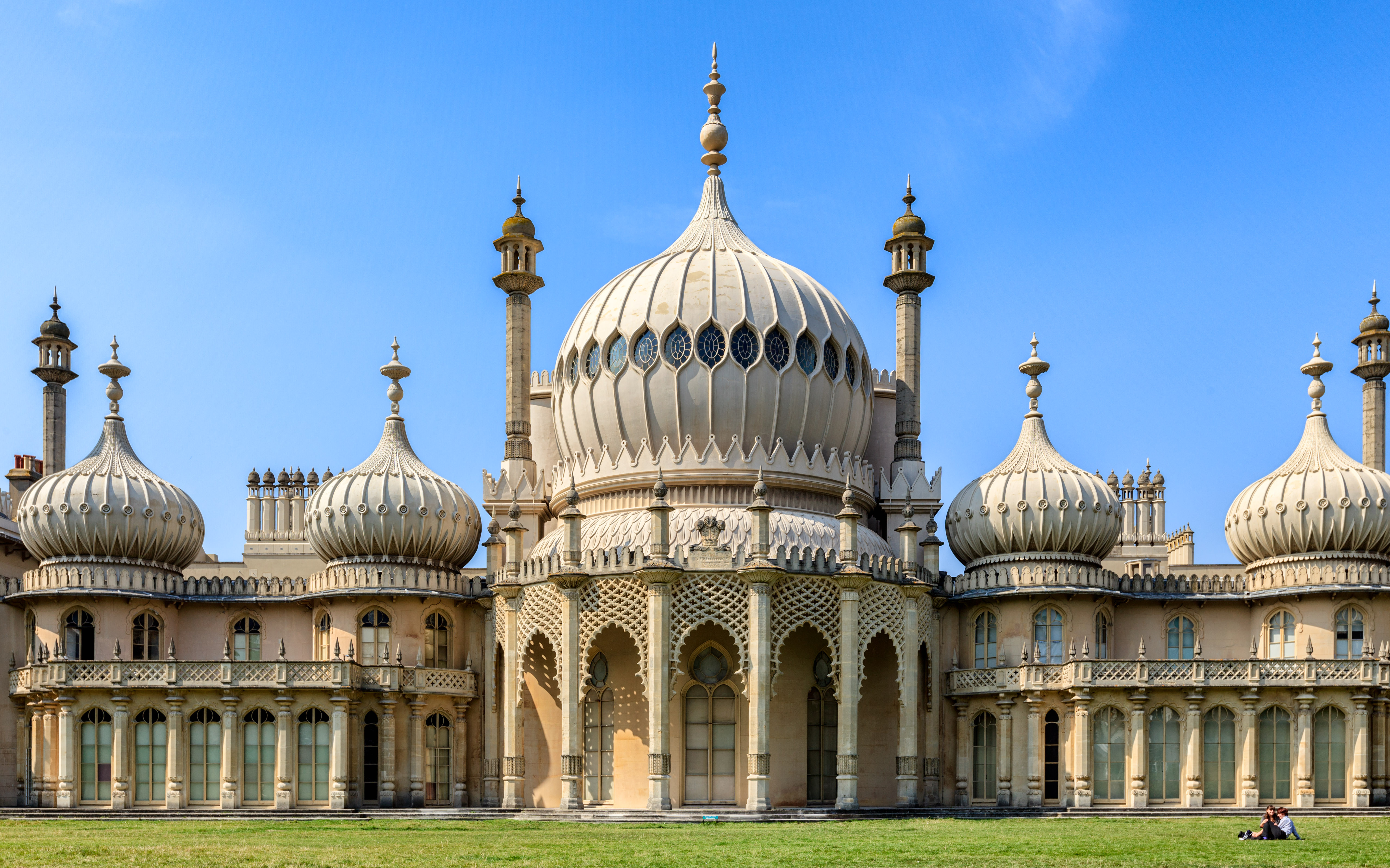
Королівський павільйон в Брайтоні — перший в Європі пам'ятник індо-сарацинського стилю
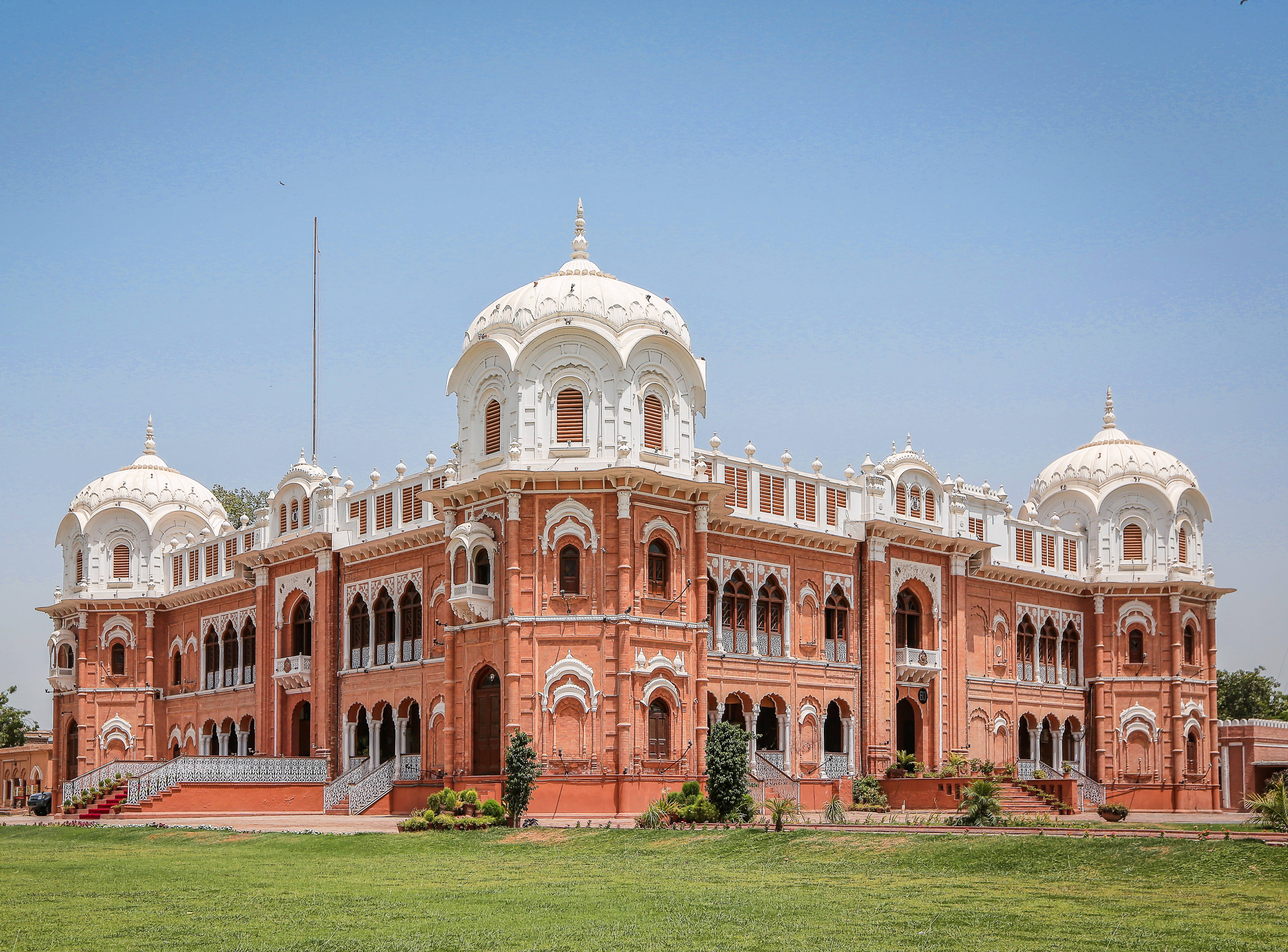
Дарбар-Махал (1905) в Бахавалпурі (Пакистан)
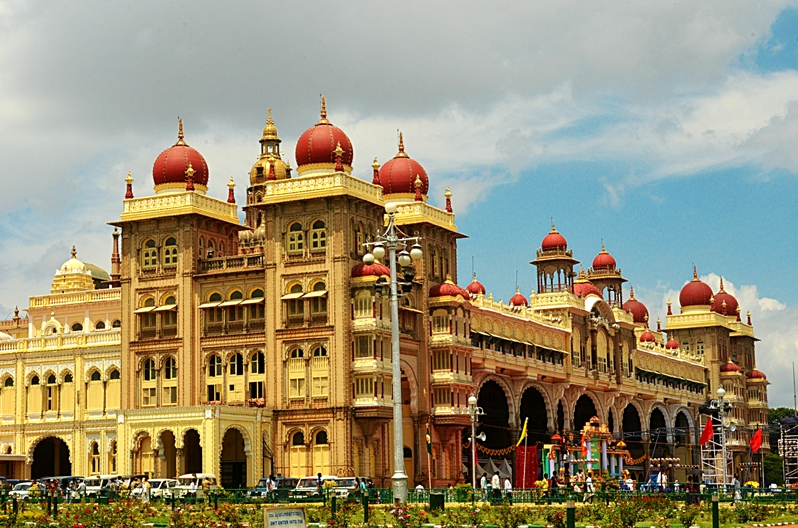
Палац Майсур в Індії
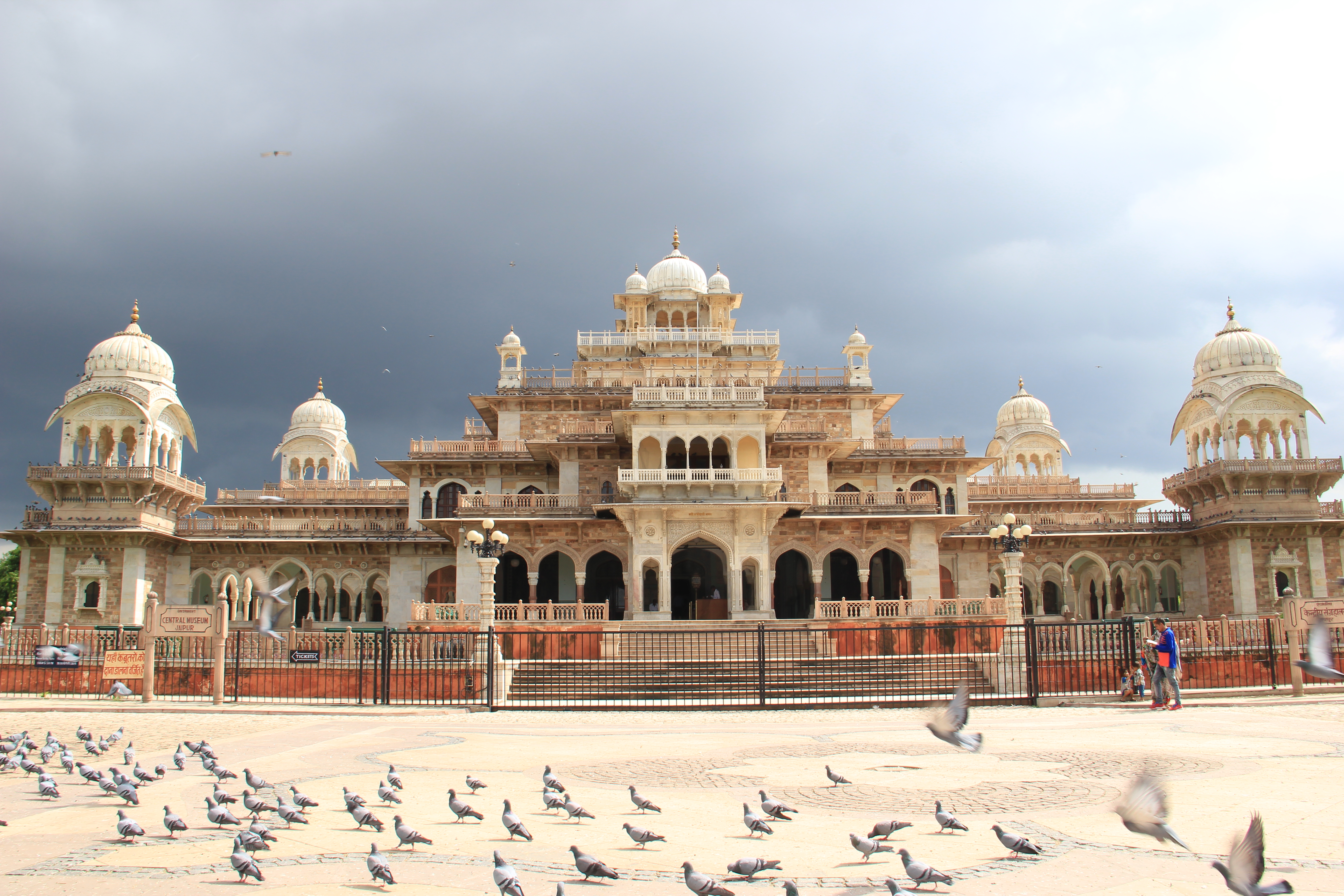
Музей Альберт-хол в Джайпурі (Індія)
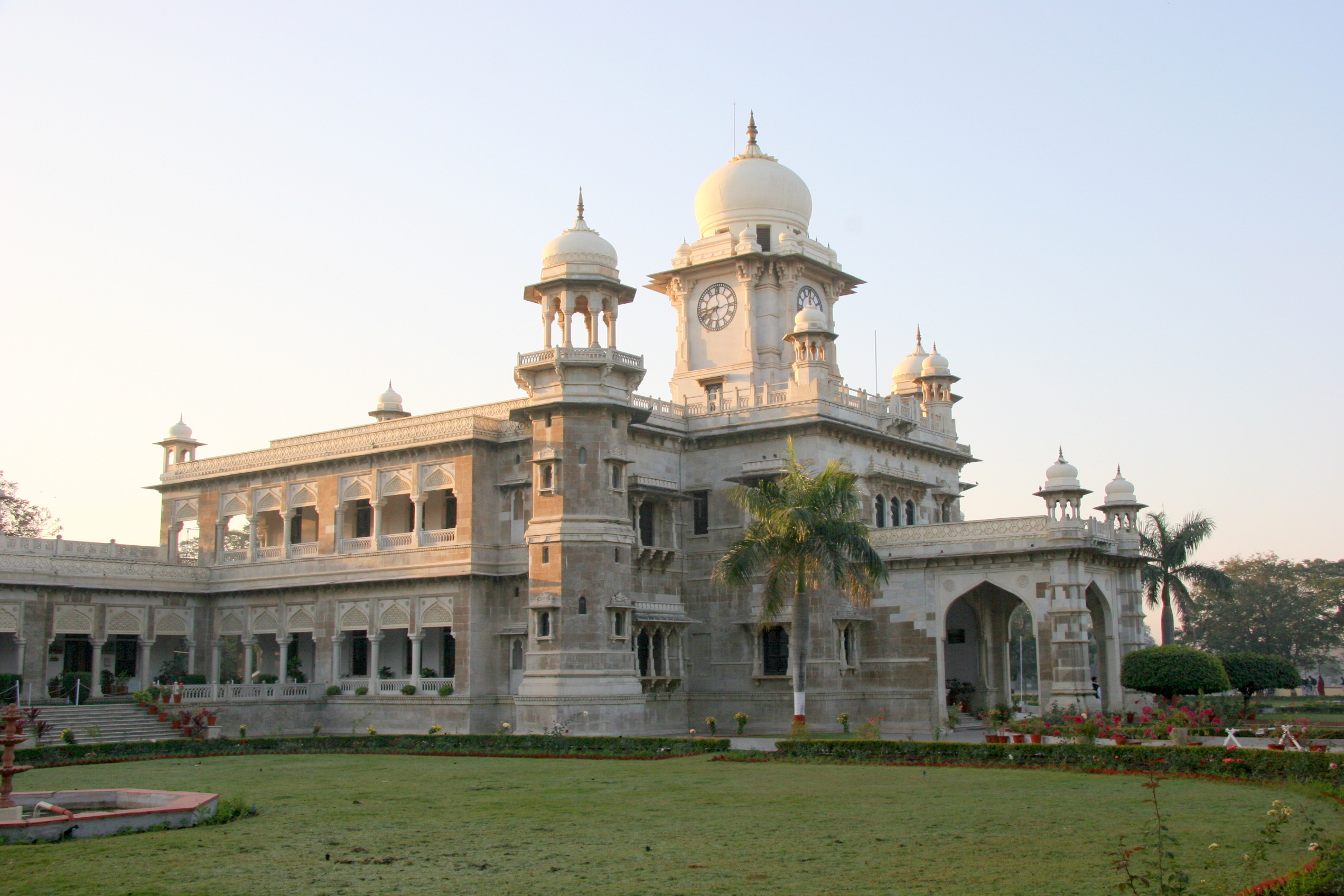
Коледж в Індаурі (Індія)
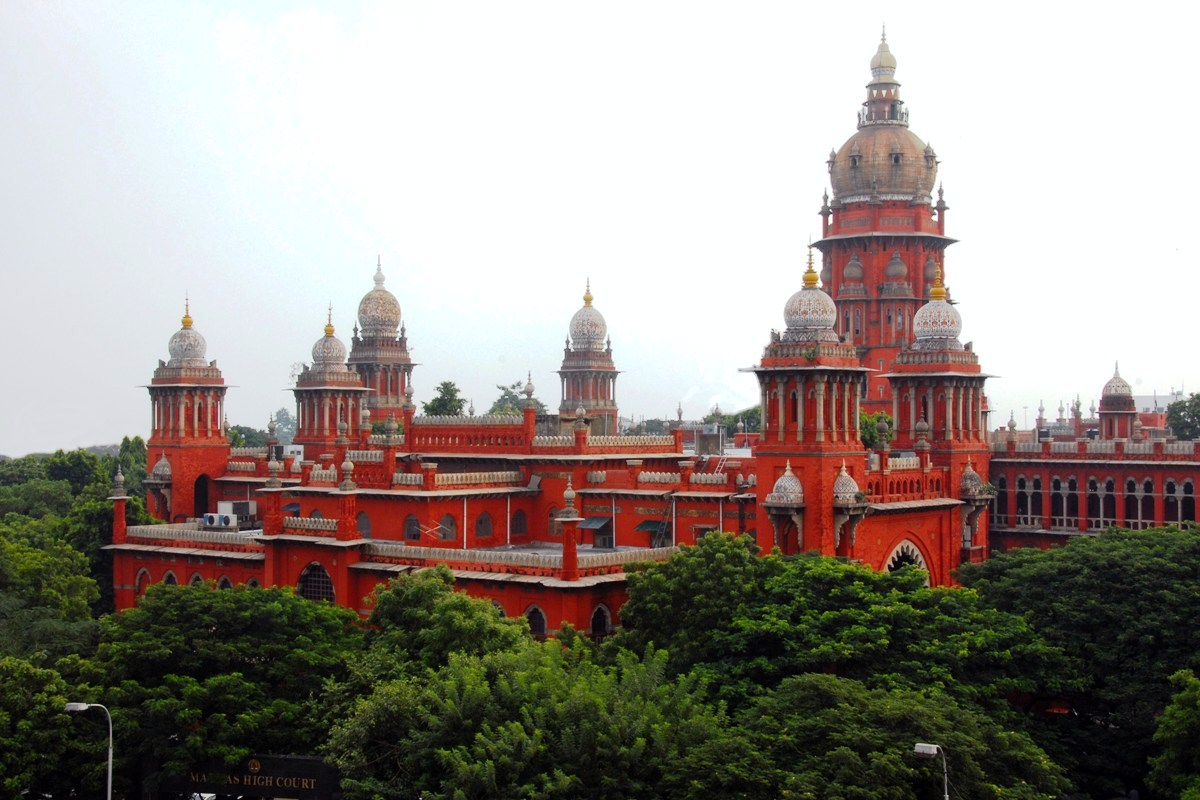
Вищий суд Мадраса (Індія)